# Aeolochroma ochrea
Aeolochroma ochrea là một loài bướm đêm trong họ Geometridae.